# Dom Konsystorski w Krakowie
Dom Konsystorski (znany również jako Kamienica Lisia Jama) – zabytkowa kamienica znajdująca się w Krakowie, w dzielnicy I przy ulicy Kanoniczej 23, na Starym Mieście.

## Historia
Kamienica została wybudowana w I połowie XV wieku. W 1451 zakupił ją Jan Długosz i przekazał Piotrowi Trzewińskiemu z przeznaczeniem na archiwum konsystorskie. W II połowie XVI wieku budynek został przebudowany. Poszerzono go wówczas o obecną sień, zamkniętą ostrołukowym portalem. Z tego okresu pochodzą także obramowania okien pierwszego piętra. Pod koniec XVIII wieku w kamienicy mieściła się kancelaria biskupia, a w 1813 ulokowano w niej siedzibę Konsystorza Generalnego Diecezji Krakowskiej. W 1817 na fasadzie, nad portalem umieszczono obraz z wizerunkiem św. Iwo Helory.
27 maja 1965 kamienica została wpisana do rejestru zabytków. Znajduje się także w gminnej ewidencji zabytków.

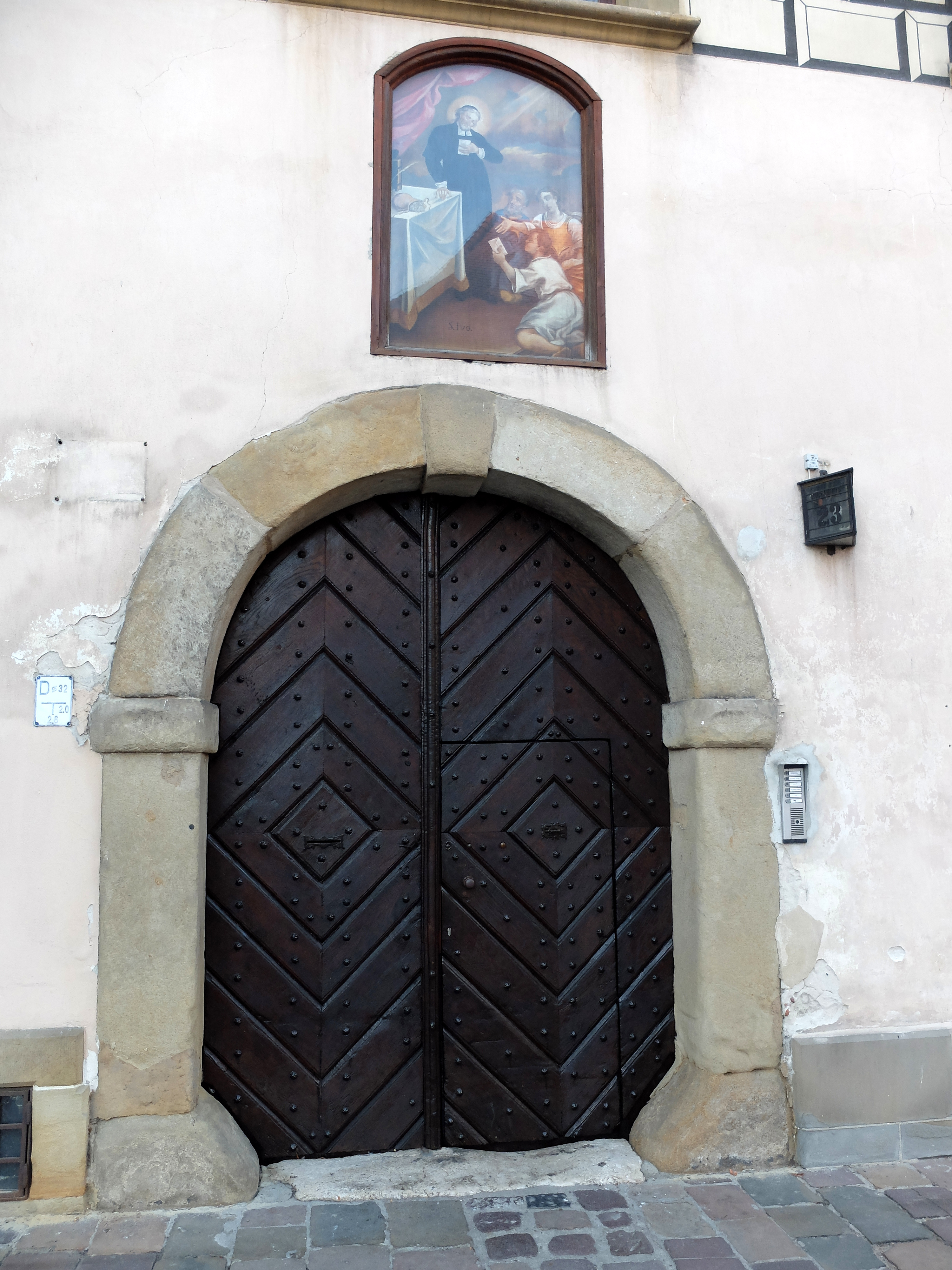
Portal